# Rikša

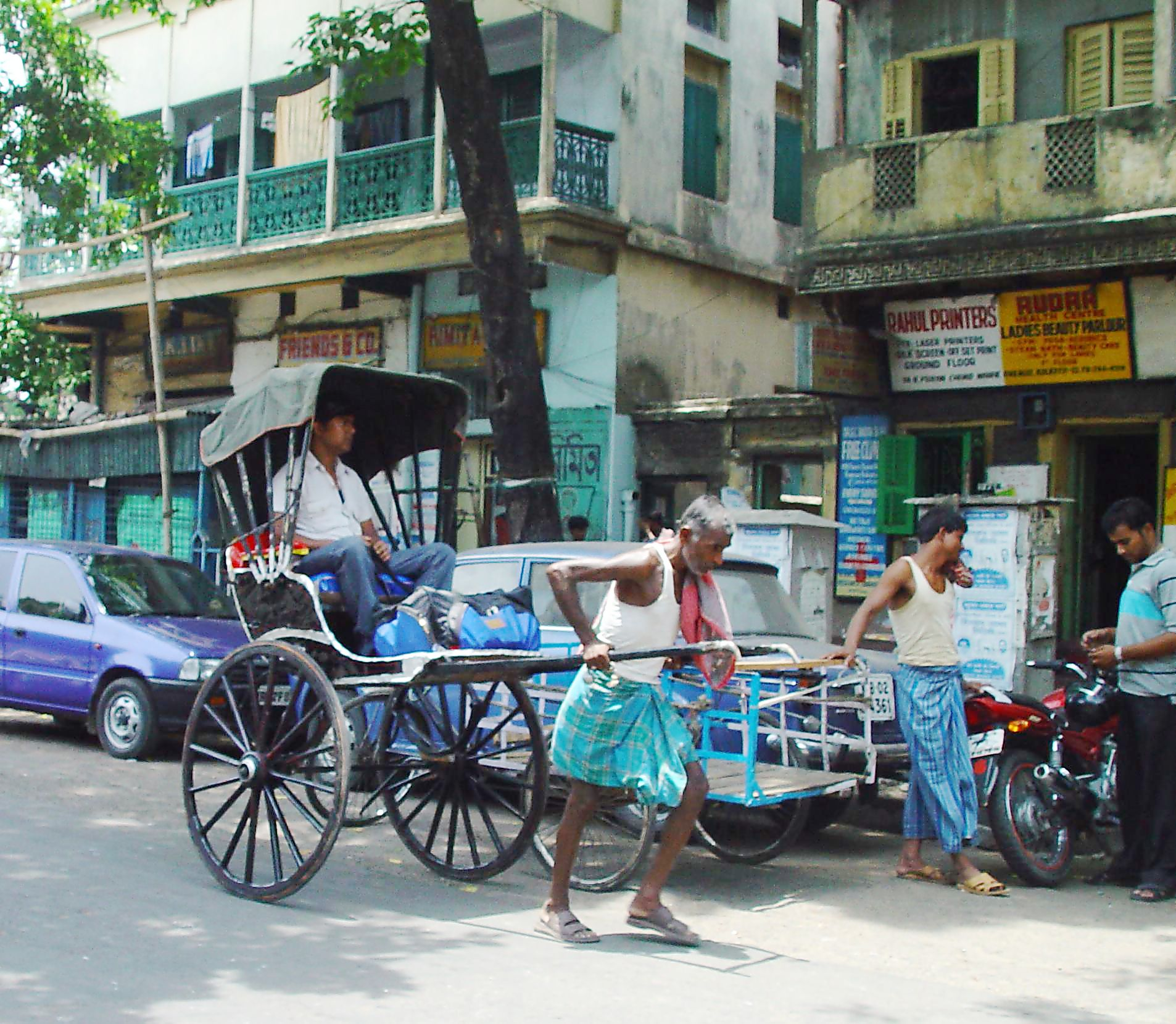
Rikša v Kalkatě

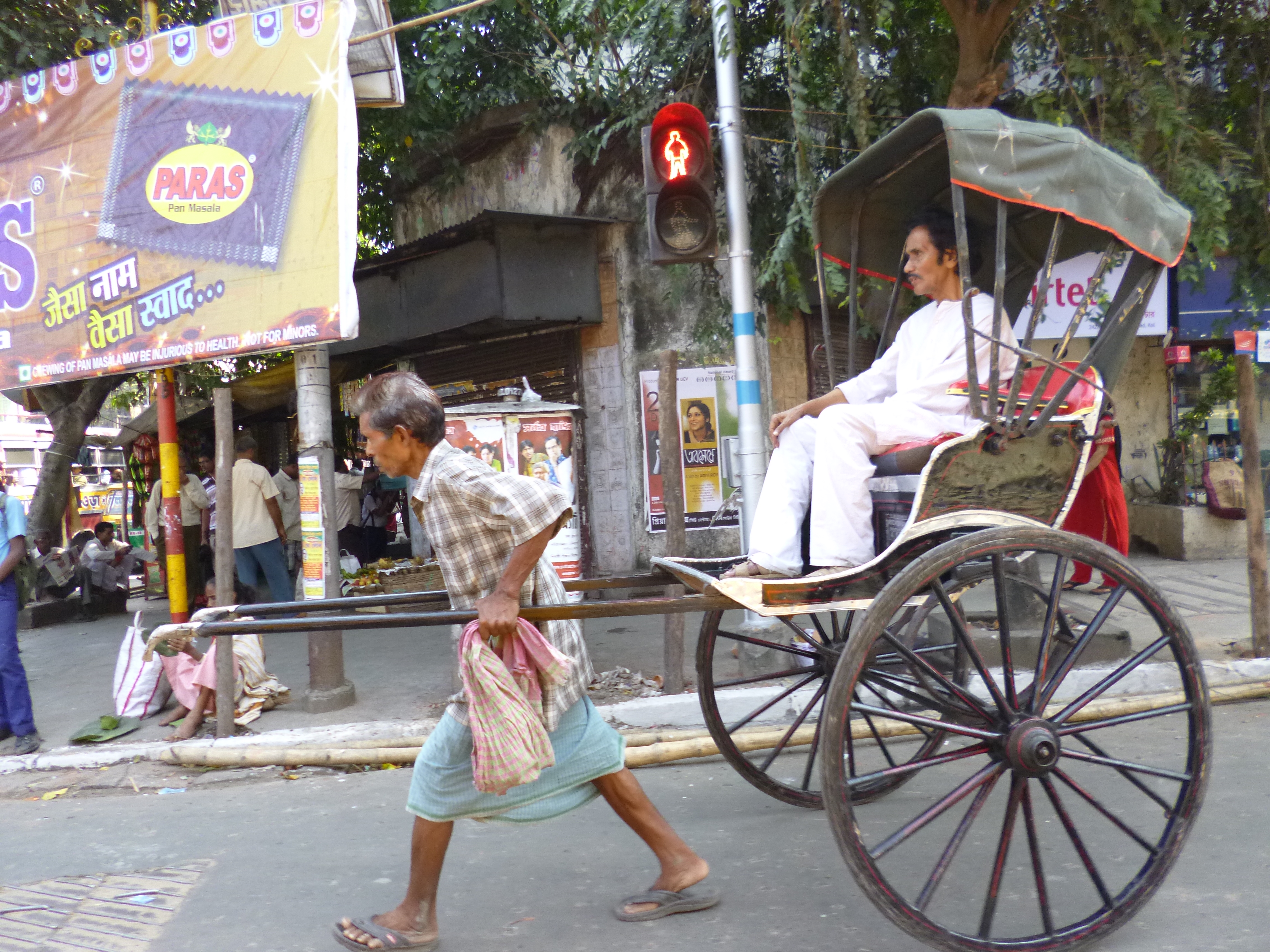
Rikša v Kalkatě

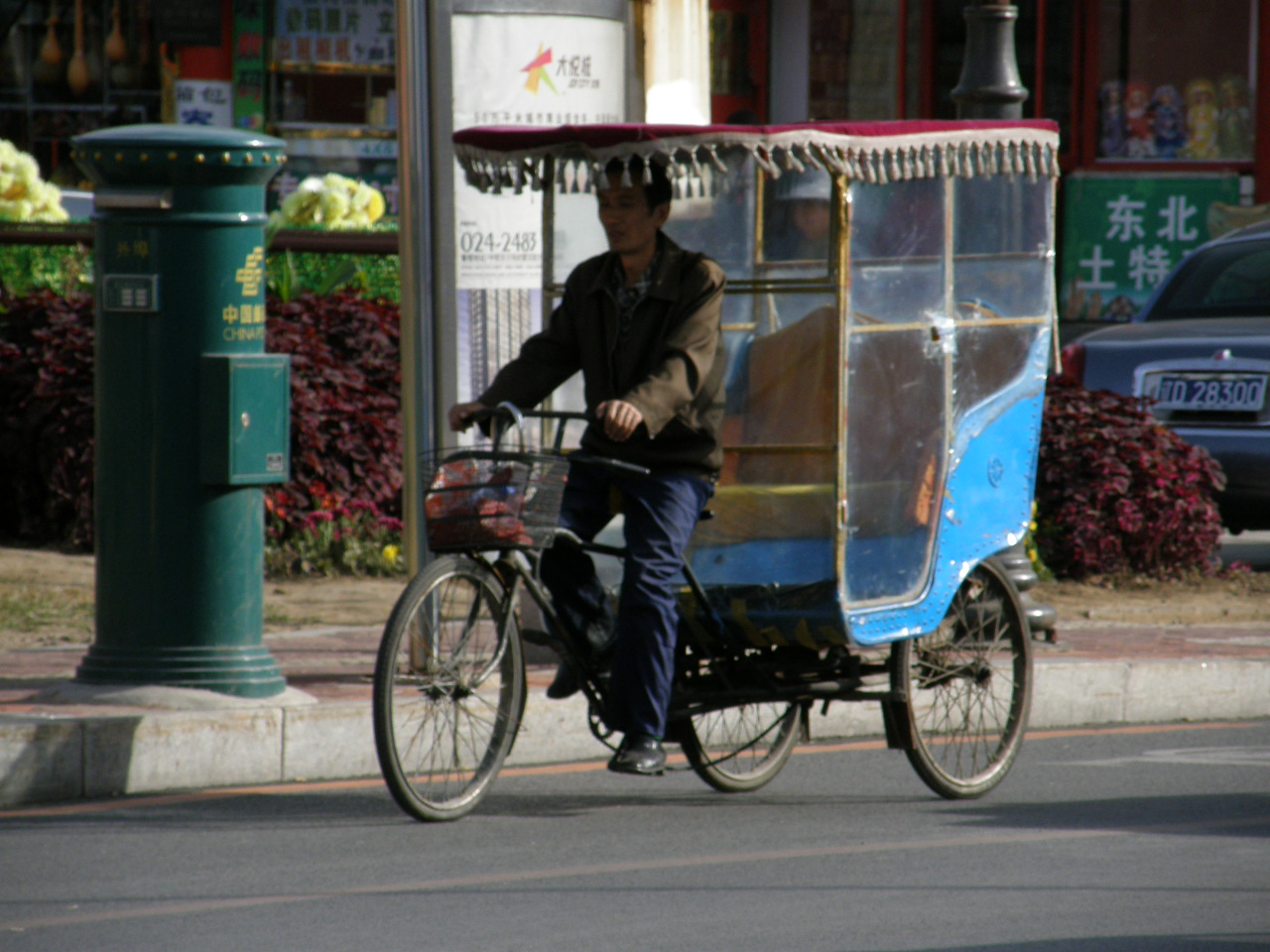
Cyklorikša v Šen-jangu

Rikša je druh dopravního prostředku, kdy je lidskou silou (např. pěšky či na kole) poháněn malý vozík, který slouží pro umístění většinou jedné či dvou osob.

## Původ  a význam slova
Samotné slovo rikša vzniklo zkrácením z japonského džinrikša (人力車, 人 džin = člověk, 力 riki = síla, 車 ša = vozidlo), tedy vozidlo poháněné lidskou silou. V Japonsku označuje tradiční dvoukolou rikšu taženou běžcem. I ten se v češtině označuje jako rikša,[zdroj?] tradičně to bývá muž, ale lze potkat i mladé ženy vykonávající toto povolání[kde?]. V Japonsku je dnes rikša pouze atrakcí pro tuzemské i zahraniční turisty, v mnoha státech jižní a jihovýchodní Asie se však stále používá jako běžný dopravní prostředek. 
Označení se v češtině používá i pro vozítka pro převoz osob poháněná šlapáním.